# Bistum Chiayi
Das Bistum Chiayi, manchmal auch Bistum Kiayi (chinesisch 天主教嘉義教區, lateinisch Dioecesis Kiayiensis) ist ein in der Republik China (Taiwan) gelegenes Bistum der römisch-katholischen Kirche mit Sitz in Chiayi. Es liegt im westlichen Teil von Taiwan und umfasst die Stadt Chiayi sowie die Landkreise Chiayi und Yunlin.

## Geschichte
Papst Pius XII. gründete die Apostolische Präfektur Chiayi mit der Apostolischen Konstitution Ne nimia Missionum am 7. August 1952 aus Gebietsabtretungen der Apostolischen Präfektur Kaohsiung.
Am 16. April 1962 wurde sie mit der Apostolischen Konstitution Cum Apostolica zum Bistum erhoben und dem Erzbistum Taipeh als Suffragandiözese unterstellt.

## Bischöfe von Chiayi
- Thomas Niu Hui-qing (Apostolischer Administrator 1952–1969)
- Paul Cheng Shi-guang (Apostolischer Administrator 1969–1970)
- Matthew Kia Yen-wen (1970–1974, dann Bischof von Hualien)
- Joseph Ti-kang (1975–1985, dann Koadjutorerzbischof von Taipeh)
- Joseph Lin Thien-chu (1985–1994)
- Peter Liu Cheng-chung (1994–2004, dann Koadjutorbischof von Kaohsiung)
- John Hung SVD (2006–2007, dann Erzbischof von Taipeh)
- Thomas Chung An-zu (2008–2020, dann Erzbischof von Taipeh)
- Norbert Pu (seit 2022)